# Theridion transgressum
Theridion transgressum är en spindelart som beskrevs av Alexander Petrunkevitch 1911. Theridion transgressum ingår i släktet Theridion och familjen klotspindlar. Inga underarter finns listade i Catalogue of Life.